# Данубіо
«Дану́біо» (ісп. «Danubio Fútbol Club») — уругвайський футбольний клуб з Монтевідео. Заснований 1 березня 1932 року.

## Досягнення
- Чемпіон Уругваю (4): 1988, 2004, 2007, 2014